# Кенні Маккормік
Ке́нні Макко́рмік (англ. Kenny McCormick) — персонаж мультсеріалу South Park озвучений Меттом Стоуном. Він один із п'яти головних героїв (разом з Стеном, Кайлом, Картманом та Баттерсом), учнів четвертого класу. Створений Треєм Паркером та Меттом Стоуном, вперше з'являється у коротких фільмах "Дух Різдва" у 1992 та 1995 роках. Він був озвучений Майком Джаджем у фільмі "Південний Парк: Більший, Довший та Необрізаний", та Еріком Стафом в епізоді 8-го сезону "Джефферсони".
Особливістю Кенні є те, що він майже щосерії протягом перших п'яти сезонів гине. Іншою віддмітною рисою Кенні є його помаранчева куртка з каптуром, який вкриває більшу частину його обличчя, через що його мова майже нерозбірлива. Його день народження - 22 березня.
Персонаж був знятий з серіалу в епізоді 5-го сезону "Кенні помирає", але його повернули в наступному сезоні, і з тих пір він був постійним персонажем, а його смерті стали дедалі рідшими. В більшості епізодів 10 і 11 сезонів він лишався на другому плані, проте така тенденція закінчилася наприкінці 11 сезону. В 12 сезоні Кенні жодного разу не помер. А в 13 сезоні помер лише тричі.

## Перші появи
Ранні версії персонажу з'явилися в роботах Паркера та Стоуна "Дух Різдва" 1992 та 1995 років. В першому фільмі персонаж Кенні не має імені, а персонаж Картмана має ім'я Кенні. Безіменний персонаж Кенні в першому фільмі розмовляє без будь-яких перешкод. В обох фільмах персонаж гине. 
Як і три інших основних персонажі Кенні вперше з'являється в серіалі в епізоді " Картман отримує анальний зонд" (1997).

## Створення персонажу
Як і більшість персонажів "Південного Парку" персонаж Кенні базується на реальній особі; в його випадку, це був друг дитинства Трея Паркера, якого також звали Кенні. В інтерв'ю 2000-го року Трей сказав що справжній Кенні був найбіднішою дитиною кварталу і носив оранжеву куртку з каптуром, який заважав йому вільно говорити, і всім було важко зрозуміти, що він каже. Трей також казав, що справжній Кенні час від часу зникав, що змушувало всіх задумуватись чи живий він взагалі. 

## Характеристика образу
Кенні майже завжди носить оранжеву куртку з каптуром, оранжеві штани, та коричневі рукавиці. Майже увесь час він носить каптур на обличчі, так що видно лише його очі та ніс. Під каптуром у нього неохайна білява зачіска, яка схожа на зачіску Твіка, іншого персонажу Південного Парку. Коли він лякається, або коли плаче, він затягує  шнурівку свого каптура, змушуючи його трохи закритися. В епізоді "Південний Парк - Голубий", Кенні носить іншу куртку, яка є світло-пурпуровою з дуже світло-пурпуровим рукавами та кишенями. В цій серії його штани - чорні, а взуття коричневе з чорною лінією знизу. Пізніше в серії він також купує іншу куртку, яка є рожевою і пухнастою. Часом під курткою в нього нічого немає, як показано в епізодах "Зубна Фея 2000", у фільмі, "Маленькі бійці зі злочинністю" та " Проблема з вошами". Його Аніме-версія має блакитні очі. Також, те що в нього блакитні очі показано в епізоді "Марвін Голодарвін", коли індичка-мутант витягує його очі.